# 杉野正堯
杉野正堯（日语：／ Sugino Takaaki，1998年10月18日—）是一名日本男子競技體操運動員。他出生於日本三重縣，畢業於鹿屋體育大學，後來加入德州會體操俱樂部。杉野曾多次代表日本參加FIG世界盃比賽。
2024年，杉野與谷川航、岡慎之助、萱和磨和橋本大輝組成一隊，代表日本參加在法國巴黎舉行的2024年夏季奧林匹克運動會。該團隊於7月29日擊敗長期對手中國，贏得團體全能金牌。

## 外部連結
- Takaaki Sugino （页面存档备份，存于） at FIG website
- 杉野正堯的X（前Twitter）